# Université Libre de Bruxelles
Université Libre de Bruxelles (ULB) je belgická frankofonní univerzita, jejíž název v češtině by zněl „Svobodná univerzita Brusel“. Slovo svoboda (liberté) odkazuje na nezávislý (sekulární) charakter zmíněné školy vzhledem k církvi, neboť v Belgii existuje stále silná tradice katolického školství. S vyučovacím jazykem francouzským je jednou ze dvou pokračovatelek původní Svobodné univerzity v Bruselu, která se rozdělila v roce 1969.

## Historie
Svobodná univerzita byla v Bruselu založena roku 1834, tedy v období, po vyhlášení nezávislosti Belgie a následné reorganizaci vysokoškolského systému. Právník Pierre-Théodore Verhaegen vyzval v červnu 1834 liberální belgické kruhy k založení univerzity, která by byla svobodná, bojovala proti předsudkům a šířila osvícenské myšlenky. Tato myšlenka byla ale považována za utopistickou, neboť chyběli jak profesoři, tak prostory a finance pro tak odvážný projekt. Díky podpoře bruselského starosty Nicolase-Jeana Rouppa se však přesto podařilo najít vhodné prostory v bývalém paláci Karla Alexandra Lotrinského. Vyučování probíhalo dlouhou dobu pouze ve francouzštině, postupně ale začalo být zaváděno i vyučování ve vlámštině, až se nakonec v roce 1969 původní univerzita rozdělila na dvě – frankofonní Université Libre de Bruxelles a vlámskou Vrije Universiteit Brussel.